# Gammarus hyalelloides
Gammarus hyalelloides é uma espécie de crustáceo da família Gammaridae.
É endémica dos Estados Unidos da América.